# Símun Samuelsen
Pour les articles homonymes, voir Samuelsen.
Símun Eiler Samuelsen, né le 21 mai 1985 à Vágur aux îles Féroé, est un footballeur international féroïen, qui évolue au poste de milieu offensif reconverti entraîneur.